# Espel SG
| SG ist das Kürzel für den Kanton St. Gallen in der Schweiz. Es wird verwendet, um Verwechslungen mit anderen Einträgen des Namens Espel zu vermeiden. |

Espel ist ein Ort in der Gemeinde Gossau im Kanton St. Gallen in der Schweiz.
Espel befindet sich an der Bahnstrecke St. Gallen–Winterthur unweit der Haslenmühle und der Ruine Helfenberg. Westlich grenzt Espel an das Glatttobel, zu dem ein Abgang in Richtung Isenhammer und der Staumauer Buchholz besteht. Auf der gegenüberliegenden Seite der Glatt liegt Burgau, das über die Glattbrücke zu Fuss und Velo erreichbar ist.
In Espel befindet sich ein Biotop ⊙, ein Altersheim ⊙ sowie auf der gegenüberliegenden Seite der Bahnstrecke der gleichnamige Schiessstand ⊙.

## Biotop Espel

### Kiesgrube
1929 wurde in Espel eine Kiesgrube in Betrieb genommen, dort wurde bis 1978 Kies abgebaut. Zudem diente das Gelände bis 1979 als Deponie für Aushubmaterial, Bauschutt und zum Teil Kehricht. Unter anderem wurde dort ausrangiertes Rollmaterial der St. Galler Trambahnen deponiert, die Anhängewagen C 68 und 70 dienten dort als Aufenthaltsräume.
Per Verordnung «zum Schutz des Biotops Espel» der Gemeinde Gossau vom 16. Juli 1980, in Kraft gesetzt per 19. Februar 1981, wurde ein Teil des Abbaugebietes unter Naturschutz gestellt, dem Schutzgebiet Ehemalige Kiesgrube Espel. Durch die Ausbeutung von Kies und Sand bis zu einer Tiefe von 20 Metern entstanden Absetzbecken für das Waschwasser, wodurch die heutigen drei grossen Weiher entstanden.

### Schutzgebiet

Schutzgebiet «Ehemalige Kiesgrube Espel»

Das 5,5 Hektar grosse Amphibienlaichgebiet von nationaler Bedeutung (SG600) dient der Laichung von mehreren Amphibienarten. Auf Grund der fortgeschrittenen Sukzession sind die Geburtshelferkröten, Kreuzkröten und Laubfrösche verschwunden. Verblieben ist der Bergmolch, der Teichmolch, der Fadenmolch, die Gelbbauchunke, die Erdkröte, der Wasserfrosch und der Grasfrosch. Um der weiteren Verlandung entgegnen zu können, wurde 2018 das der Stadt Gossau gehörende Biotop an die Pro Natura St. Gallen-Appenzell übergeben. Sie ergriff Massnahmen gegen weitere Verlandungen und erstellte neue Laichgebiete für Faden-, Teich- und Kammmolche sowie Gelbbauchunken. Die Amphibienwanderungen über die Kantonsstrasse machten den Bau eines Amphibienleitwerks notwendig, das 2005 erstellt wurde.
Darüber hinaus ist eine grosse Libellenfauna feststellbar, insgesamt wurden 38 Libellenarten festgestellt.
Von den in den 2010er-Jahren beobachteten gefährdeten Pflanzenarten wachsen dort die vom Aussterben bedrohte Dickährige Trespe (Bromus grossus) und der gefährdete Grosse Sumpf-Hahnenfuss (Ranunculus lingua). Eingesetzt hingegen wurde die als stark gefährdete Sumpf-Gladiole (Gladiolus palustris). Hingegen verbreitet sich dort der invasive Neophyt Kanadische Goldrute (Solidago canadensis agg.).
Das Biotop ist ein beliebtes Ausflugsziel. Pro Natura plant, das Biotop mit Informationstafeln und einer Beobachtungsplattform und einem Beobachtungssteg am Wasser aufzuwerten.

## Altersheim
Das Bürgerheim beziehungsweise Altersheim Espel mit ehemals angegliedertem Bauernhof existiert seit 1838. Das auf demselben Grundstück befindliche Waisenhaus von Gossau bestand von 1894 bis 1965. Nach dessen Schliessung wurden die Gebäude an das Bürgerheim übergeben. 2019 wurde seitens der Betreiberin, die Sana Fürstenland, auf Grund des maroden Zustandes des Altersheim, deren Schliessung angekündigt.